# Gabriel Llompart Moragues
Gabriel Llompart Moragues (Palma, Mallorca, 1927 - 5 d'octubre de 2017) fou un historiador i folklorista mallorquí. El 1947 va ingressar a l'Orde dels Teatins, i es llicencià en teologia i en història a la Universitat de Barcelona. S'ha interessat especialment per l'arqueologia balear, la iconografia i el folklore religiós, publicant nombrosos treballs a la revista Traza y Baza.

## Biografia acadèmica
Membre de la Societat Arqueològica Lul·liana de Palma i de la Societat Catalana d'Estudis Litúrgics, filial de l'IEC, des del 1987; és membre corresponent de l'Asociación Española de Etnología y Folklore, ha publicat nombrosos treballs a la Revista de Dialectología y Tradiciones Populares, a Analecta Sacra Tarraconensia, Mayurqa i altres. Fou membre corresponent de la Real Academia de la Historia i de l'Acadèmia de Bones Lletres de Barcelona (1976).
El 1979 va formar part de la Comissió d'Experts, juntament amb Maria Barceló Crespí, l'eivissenc Joan Marí Cardona i el menorquí Joan Hernández Móra per a decidir el disseny definitiu de la bandera oficial de les Illes Balears. El 1997 va rebre el Premi Ramon Llull. I el 2006, rebé del Consell de Mallorca, el Premi Jaume II.
Morí el 5 d'octubre de 2017 als 90 anys.

## Obres
- Belenes conventuales mallorquines de los siglos XVII y XVIII (Revista de Dialectología y Tradiciones Populares, tom XXVI, 1970, quaderns 1 i 2)
- Las tablillas votivas del Puig de Pollensa (Mallorca) (1972)
- La pintura medieval mallorquina. Su entorno cultural y su iconografía (1977-1980), tesi doctoral
- Religiosidad popular, Folklore de Mallorca, folklore de Europa (1982)